# Pierluigi Martini
Pierluigi Martini (Lugo di Romagna, Italia, 23 de abril de 1961) es un expiloto de automovilismo italiano. Participó en 124 Grandes Premios de Fórmula 1 para los equipos Toleman, Minardi y Scuderia Italia, entre 1984 y 1995. Logró conseguir 18 puntos de campeonato, al obtener dos cuartos puestos, cuatro quintos y cuatro sextos. Martini ostentó el récord de mayor cantidad de carreras largadas en Fórmula 1 sin conseguir podios hasta que fue superado años más tarde por Nico Hülkenberg y por Adrian Sutil.
Tiene el reconocimiento de ser el único piloto en liderar una vuelta a bordo de un Minardi en el Gran Premio de Portugal de 1989 y también por salir en primera fila en el Gran Premio de los Estados Unidos de 1990.
En 1983 fue campeón de Fórmula 3 Europea. Su victoria más reconocida fue en las 24 Horas de Le Mans de 1999, con un BMW V12 LMR junto a Joachim Winkelhock y Yannick Dalmas.

## Resultados

### Fórmula 1
(Clave) (negrita indica pole position) (cursiva indica vuelta rápida)

| Año     | Escudería                | 1       | 2       | 3       | 4       | 5       | 6       | 7       | 8       | 9       | 10      | 11      | 12      | 13      | 14      | 15      | 16      | 17  | Pos. | Puntos |
| ------- | ------------------------ | ------- | ------- | ------- | ------- | ------- | ------- | ------- | ------- | ------- | ------- | ------- | ------- | ------- | ------- | ------- | ------- | --- | ---- | ------ |
| 1984    | Toleman Group Motorsport | BRA     | RSA     | BEL     | SMR     | FRA     | MON     | CAN     | USE     | USA     | GBR     | GER     | AUT     | NED     | ITA DNQ | EUR     | POR     |     | NC   | 0      |
| 1985    | Minardi Team             | BRA Ret | POR Ret | SMR Ret | MON DNQ | CAN Ret | USE Ret | FRA Ret | GBR Ret | GER 11  | AUT Ret | NED Ret | ITA Ret | BEL 12  | EUR Ret | RSA Ret | AUS 8   |     | NC   | 0      |
| 1988    | Lois Minardi Team        | BRA     | SMR     | MON     | MEX     | CAN     | USE 6   | FRA 15  | GBR 15  | GER DNQ | HUN Ret | BEL DNQ | ITA Ret | POR Ret | ESP Ret | JPN 13  | AUS 7   |     | 17.º | 1      |
| 1989    | Minardi Team SpA         | BRA Ret | SMR Ret | MON Ret | MEX Ret | USA Ret | CAN Ret | FRA Ret | GBR 5   | GER 9   | HUN Ret | BEL 9   | ITA 7   | POR 5   | ESP Ret | JPN     | AUS 6   |     | 15.º | 5      |
| 1990    | SCM Minardi Team         | USA 7   | BRA 9   | SMR DNS | MON Ret | CAN Ret | MEX 12  | FRA Ret | GBR Ret | GER Ret | HUN Ret | BEL 15  | ITA Ret | POR 11  | ESP Ret | JPN 8   | AUS 9   |     | NC   | 0      |
| 1991    | Minardi Team             | USA 9   | BRA Ret | SMR 4   | MON 12  | CAN 7   | MEX Ret | FRA 9   | GBR 9   | GER Ret | HUN Ret | BEL 12  | ITA Ret | POR 4   | ESP 13  | JPN Ret | AUS Ret |     | 11.º | 6      |
| 1992    | Scuderia Italia SpA      | RSA Ret | MEX Ret | BRA Ret | ESP 6   | SMR 6   | MON Ret | CAN 8   | FRA 10  | GBR 15  | GER 11  | HUN Ret | BEL Ret | ITA 8   | POR Ret | JPN 10  | AUS Ret |     | 16.º | 2      |
| 1993    | Minardi Team             | RSA     | BRA     | EUR     | SMR     | ESP     | MON     | CAN     | FRA     | GBR Ret | GER 14  | HUN Ret | BEL Ret | ITA 7   | POR 8   | JPN 10  | AUS Ret |     | NC   | 0      |
| 1994    | Minardi Scuderia Italia  | BRA 8   | PAC Ret | SMR Ret | MON Ret | ESP 5   | CAN 9   | FRA 5   | GBR 10  | GER Ret | HUN Ret | BEL 8   | ITA Ret | POR 12  | EUR 15  | JPN Ret | AUS 9   |     | 21.º | 4      |
| 1995    | Minardi Scuderia Italia  | BRA Ret | ARG Ret | SMR 12  | ESP 14  | MON 7   | CAN Ret | FRA Ret | GBR 7   | GER Ret | HUN     | BEL     | ITA     | POR     | EUR     | PAC     | JPN     | AUS | 19.º | 0      |
| Fuente: |                          |         |         |         |         |         |         |         |         |         |         |         |         |         |         |         |         |     |      |        |